# Halina Nieć
Halina Nieć (ur. 2 stycznia 1941 w Krośnie, zm. 19 września 2002 w Krakowie) – polska naukowczyni, wieloletnia pracowniczka naukowa Uniwersytetu Jagiellońskiego, działaczka praw człowieka. Zajmowała się prawem międzynarodowym publicznym, ochroną dzieł sztuki, ale przede wszystkim międzynarodową ochroną praw człowieka, w tym prawem Europejskiej Konwencji Praw Człowieka oraz ochroną uchodźców.

## Życiorys
Ukończyła studia na Wydziale Prawa i Administracji UJ, a następnie pracowała kolejno jako asystent i adiunkt w Katedrze Prawa Międzynarodowego Publicznego UJ. Prowadziła zajęcia także w ramach Szkoły Letniej Kultury i Języka Polskiego  organizowanej przez UJ. W 1980 r. była współzałożycielką Solidarności na Uniwersytecie Jagiellońskim, pełniąc początkowo funkcję zastępcy przewodniczącego Komitetu Uczelnianego NSZZ „Solidarność”. Jednak od marca 1973 współpracowała ze Służbą Bezpieczeństwa  jako tajny współpracownik o pseudonimie „Jurek”. W lutym 1987 odmówiła dalszej współpracy. Z zachowanej dokumentacji SB wynika, że za współpracę nie pobierała wynagrodzenia.
W 1993 roku zainicjowała działalność Ośrodka Praw Człowieka Uniwersytetu Jagiellońskiego, którego prace koordynowała do swojej śmierci. Prowadziła w nim seminaria dotyczące praw człowieka i prawa uchodźczego oraz rozpoczęła badania z pogranicza prawa i etyki dotyczące zagadnień moralnych związanych z trwałym stanem wegetatywnym (koma). W 1997 roku była współzałożycielką na Wydziale Prawa i Administracji UJ pierwszej w Polsce uniwersyteckiej poradni prawnej. W poradni pełniła funkcję koordynatora sekcji praw człowieka, zajmującej się świadczeniem bezpłatnej pomocy prawnej osobom ubiegającym się o nadanie statusu uchodźcy, a także osobom chcącym złożyć skargę do Europejskiego Trybunału Praw Człowieka.
Była także ekspertem polskiego komitetu UNESCO (od 1993 r.), uczestniczyła w polskiej delegacji na Konferencje Generalne UNESCO w Paryżu, a także współtworzyła w 2000 r. Radę Doradczą ds. Praw Człowieka przy Ministrze Spraw Zagranicznych. Również w 2000 roku została mianowana członkiem doradczego komitetu prawnego przy Ministrze Spraw Zagranicznych. Przez wiele lat pełniła funkcję wicedyrektora Szkoły Letniej Kultury i Języka Polskiego UJ. Należała do American Society of International Law, Korean Society for International Law, International Council of Monuments and Sites oraz Sekcji Polskiej Stowarzyszenia Prawa Międzynarodowego.
Była inicjatorką powstania organizacji pozarządowej – Polski Ośrodek Praw Człowieka, utworzonej w 2002 roku, a którą po śmierci założycielki, w uznaniu jej zaangażowania w pracę na rzecz praw człowieka, przemianowano na Stowarzyszenie Praw Człowieka im. Haliny Nieć – obecnie jako Centrum Pomocy Prawnej im. Haliny Nieć.

## Ważniejsze publikacje
- Ojczyzna dzieła sztuki: międzynarodowa ochrona integralności narodowej spuścizny kulturalnej, PWN, Kraków – Warszawa, 1980
- Cultural Rights and Wrongs (red.), UNESCO, 1998